# 苦心
| ウィキペディアには「苦心」という見出しの百科事典記事はありません（タイトルに「苦心」を含むページの一覧/「苦心」で始まるページの一覧）。 代わりにウィクショナリーのページ「苦心」が役に立つかもしれません。 |